# Ozama
|  | Per a altres significats, vegeu «Fortalesa Ozama». |

L'Ozama és un riu de la República Dominicana. - en taíno Ozama, significa aigües navegables o aiguamolls. Neix a la muntanya de Loma Siete Cabezas en el terme de Villa Altagracia, a la serra de Yamasá, a l'interior del país; i desemboca al mar Carib. La seva desembocadura al mar Carib a Santo Domingo, fa aproximadament 206 metres d'amplada. Tot i que una mica més endavant hi ha la barrera artificial del Far de San Soucy, es considera que la desembocadura és el punt on antigament desembocava el riu, on hi ha la Fortalesa Ozama i el Port de Santo Domingo. Per la seva mida, la conca hidrogràfica de l'Ozama és considerada la quarta de la República Dominicana. Els afluents principals són pel marge esquerre el Savita, el Yabacao i pel marge dret el riu la Isabela.
Va inspirar la primera gran novel·la de l'exili català al 1946, publicada a Mèxic, Tots tres surten per l'Ozama, de Vicenç Riera Llorca.

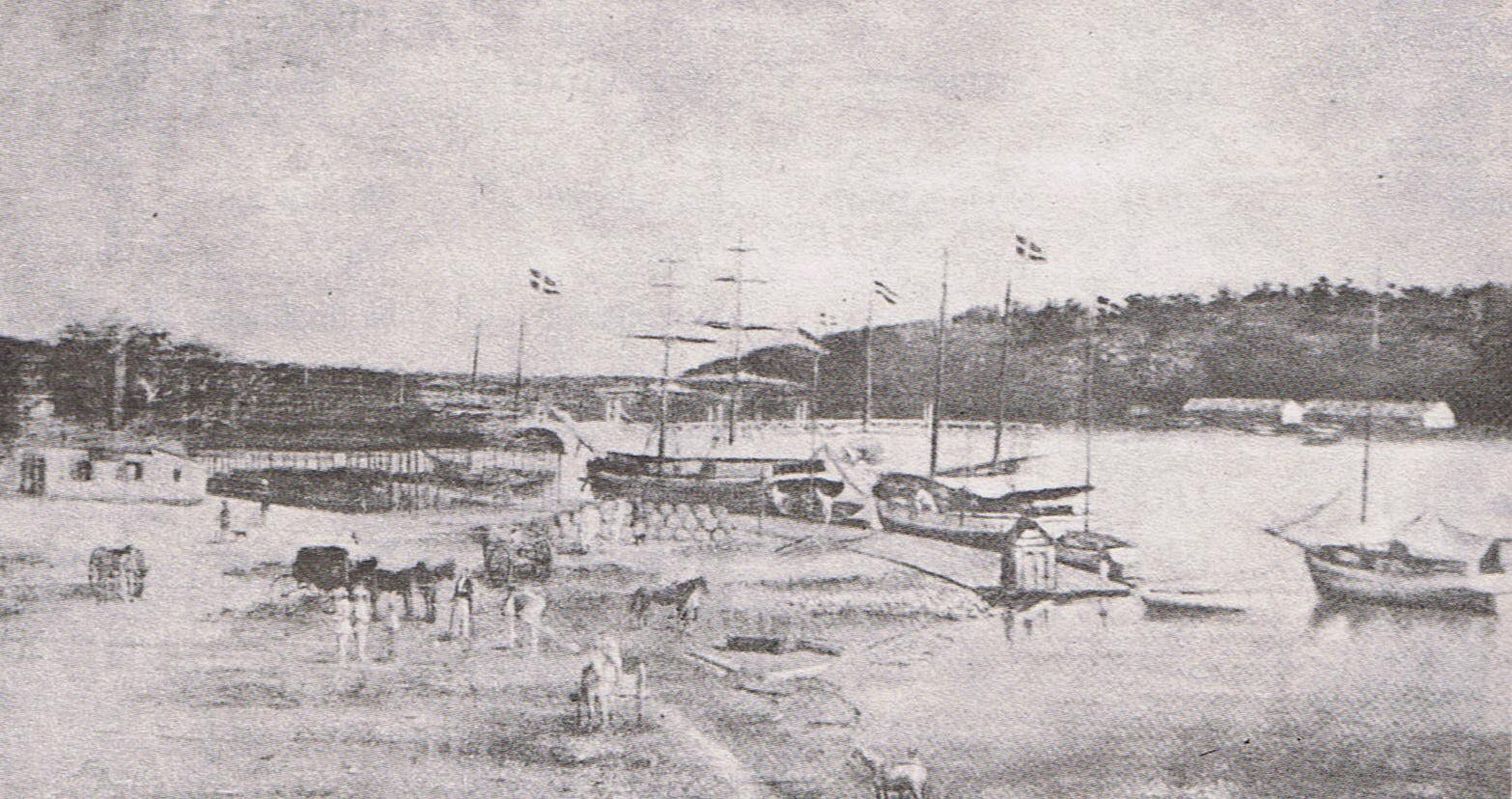
Port i desembocadura del riu Ozama en el 1850